# Meistriliiga (2014)
Meistriliiga 2014 (znana jako A. Le Coq Premium liiga ze względów sponsorskich) była 24. edycją najwyższej klasy rozgrywkowej piłki nożnej w Estonii.
Brało w niej udział 10 drużyn, które w okresie od 1 marca do 8 listopada 2014 rozegrały 36 kolejek meczów. Tytuł mistrzowski obroniła drużyna Levadia Tallinn zdobywając drugi tytuł z rzędu, a dziewiąty w swojej historii.

## Uczestniczące drużyny
| Uczestnicy poprzedniej edycji | Uczestnicy poprzedniej edycji | Uczestnicy poprzedniej edycji | Uczestnicy poprzedniej edycji |
| --- | ----------------------------- | ----------------------------- | ----------------------------- |
| LEV | Levadia Tallinn               | Tallinn                       | 1                             |
| NÕM | Nõmme Kalju                   | Tallinn                       | 2                             |
| SLK | JK Sillamäe Kalev             | Sillamäe                      | 3                             |
| FLO | Flora Tallinn                 | Tallinn                       | 4                             |
| PAI | Paide Linnameeskond           | Paide                         | 5                             |
| INF | Tallinna FC Infonet           | Tallinn                       | 6                             |
| NVA | JK Narva Trans                | Narwa                         | 7                             |
| KAL | Kalev Tallinn                 | Tallinn                       | 8                             |
| po barażach |                               |                               |                               |
| TMT | Tartu JK Tammeka              | Tartu                         | 9                             |
| Awans z Esiliigi |                               |                               |                               |
| JOH | Jõhvi Lokomotiv               | Jõhvi                         | 2                             |
| Oznaczenia: - kolumna pierwsza – skróty nazw drużyn, - kolumna trzecia – siedziba klubu, - kolumna czwarta – miejsce zajęte w poprzednim sezonie. |                               |                               |                               |

## Tabela
| Lp. | Drużyna                | M  | Z  | R  | P  | B+  | B–  | +/–  | Pkt | Kwalifikacja lub spadek                     |
| --- | ---------------------- | -- | -- | -- | -- | --- | --- | ---- | --- | ------------------------------------------- |
| 1   | Levadia Tallinn (M)    | 36 | 26 | 6  | 4  | 112 | 19  | +93  | 84  | Liga Mistrzów UEFA • I runda kwalifikacyjna |
| 2   | Sillamäe Kalev         | 36 | 25 | 4  | 7  | 108 | 34  | +74  | 79  | Liga Europy UEFA • I runda kwalifikacyjna   |
| 3   | Flora Tallinn          | 36 | 24 | 7  | 5  | 88  | 36  | +52  | 79  | Liga Europy UEFA • I runda kwalifikacyjna   |
| 4   | Nõmme Kalju (P)        | 36 | 24 | 6  | 6  | 85  | 19  | +66  | 78  | Liga Europy UEFA • I runda kwalifikacyjna   |
| 5   | Infonet Tallinn        | 36 | 19 | 9  | 8  | 80  | 44  | +36  | 66  |                                             |
| 6   | Paide Linnameeskond    | 36 | 9  | 8  | 19 | 39  | 67  | −28  | 35  |                                             |
| 7   | Tartu Tammeka          | 36 | 7  | 7  | 22 | 37  | 83  | −46  | 28  |                                             |
| 8   | Narva Trans            | 36 | 6  | 10 | 20 | 37  | 79  | −42  | 28  |                                             |
| 9   | Jõhvi Lokomotiv (B, S) | 36 | 4  | 6  | 26 | 35  | 115 | −80  | 18  | baraż o Meistriliiga                        |
| 10  | Kalev Tallinn (S)      | 36 | 3  | 3  | 30 | 21  | 146 | −125 | 12  | spadek do Esiliiga                          |

## Wyniki
| Gospodarz \ Gość    | FLO | INF | NÕM | LEV | LOK | PAI | SIL | T.K | TAM | NAR | FLO | INF | NÕM | LEV | LOK  | PAI | SIL | T.K | TAM | NAR |
| ------------------- | --- | --- | --- | --- | --- | --- | --- | --- | --- | --- | --- | --- | --- | --- | ---- | --- | --- | --- | --- | --- |
| Flora Tallinn       |     | 2–3 | 1–0 | 0–0 | 3–1 | 5–0 | 1–1 | 5–1 | 3–0 | 1–0 |     | 2–2 | 0–2 | 1–2 | 6–2  | 3–0 | 1–0 | 2–0 | 1–0 | 6–0 |
| Infonet Tallinn     | 2–3 |     | 0–0 | 0–4 | 2–0 | 1–1 | 3–3 | 6–0 | 3–0 | 4–0 | 1–3 |     | 1–3 | 2–0 | 10–1 | 0–0 | 0–2 | 5–0 | 3–2 | 5–2 |
| Nõmme Kalju         | 1–1 | -:0 |     | 0–0 | 5–1 | 3–0 | 1–0 | 2–1 | 6–0 | 2–1 | 1–0 | 1–1 |     | 0–1 | 9–0  | 3–1 | 0–2 | 5–0 | 3–0 | 1–0 |
| Levadia Tallinn     | 1–1 | 3–0 | 1–0 |     | 6–0 | 0–1 | 2–2 | 9–0 | 2–0 | 1–0 | 1–1 | 2–3 | 3–2 |     | 9–0  | 4–1 | 0–3 | 5–0 | 1–0 | 7–0 |
| Jõhvi Lokomotiv     | 1–3 | 1–1 | 0–2 | 0–4 |     | 1–2 | 1–3 | 0–1 | 2–2 | 0–2 | 2–5 | 0–3 | 1–3 | 1–5 |      | 0–0 | 1–2 | 1–0 | 2–0 | 3–2 |
| Paide Linnameeskond | 1–5 | 0–1 | 0–6 | 0–2 | 3–0 |     | 0–3 | 6–2 | 0–4 | 0–0 | 1–2 | 0–1 | 1–1 | 0–3 | 1–0  |     | 2–3 | 4–1 | 0–1 | 1–1 |
| Sillamäe Kalev      | 1–2 | 3–1 | 0–3 | 0–2 | 6–1 | 3–1 |     | 6–1 | 5–0 | 1–1 | 3–2 | 3–0 | 2–3 | 0–1 | 2–0  | 4–0 |     | 8–0 | 1–0 | 7–1 |
| Kalev Tallinn       | 1–4 | 1–3 | 0–3 | 0–8 | 2–1 | 1–1 | 0–6 |     | 1–6 | 3–1 | 0–2 | 0–4 | 0–7 | 0–7 | 0–5  | 0–3 | 1–8 |     | 1–1 | 0–3 |
| Tartu Tammeka       | 1–1 | 0–4 | 0–2 | 0–7 | 1–1 | 2–4 | 0–6 | 2–0 |     | 1–1 | 2–4 | 1–1 | 0–1 | 0–1 | 3–3  | 0–4 | 1–4 | 2–1 |     | 2–1 |
| Narva Trans         | 0–1 | 1–1 | 0–4 | 0–0 | 5–0 | 1–0 | 1–4 | 1–1 | 1–2 |     | 0–1 | 0–3 | 0–0 | 1–8 | 2–2  | 0–0 | 0–1 | 4–1 | 2–1 |     |

1. ↑  Mecz 1. kolejki (1.03) między Nõmme Kalju a Infonet Tallinn anulowano. Zwycięstwo przyznano Infonet, ponieważ Nõmme Kalju wystawił zawieszonego zawodnika[6]. Mecz zakończył się wynikiem 1–0.

## Baraż o Meistriliiga
Viljandi Tulevik piąta drużyna Esiliiga wygrała dwumecz z Jõhvi Lokomotiv o miejsce w Meistriliiga na sezon 2015.
| 16 listopada 2014 | Viljandi Tulevik | 0:0   | Jõhvi Lokomotiv |                                                                    |
| 12:00             |                  | (0:0) |                 | Viljandi linnastaadion, Viljandi Widzów: 260 Sędzia: Kristo Tohver |

| 22 listopada 2014 | Jõhvi Lokomotiv        | 1:1   | Viljandi Tulevik |                                                                                |
| 12:00             | Stanislav Yablokov 53' | (0:0) | 71' Indrek Ilves | Stadion Ahtme Gümnaasiumi kunstmuru, Kohtla-Järve Widzów: 96 Sędzia: Eiko Saar |

## Najlepsi strzelcy
| Bramki | Strzelcy           | Drużyna         |
| ------ | ------------------ | --------------- |
| 36     | Jewgienij Kabajew  | Sillamäe Kalev  |
| 32     | Igor Subbotin      | Levadia Tallinn |
| 30     | Manucho            | Infonet Tallinn |
| 22     | Albert Prosa       | Flora Tallinn   |
| 21     | Hidetoshi Wakui    | Nõmme Kalju     |
| 19     | Władysław Iwanow   | Levadia Tallinn |
| 16     | Stanislav Murikhin | Sillamäe Kalev  |
| 15     | Rauno Alliku       | Flora Tallinn   |
| 15     | Ingemar Teever     | Levadia Tallinn |
| 14     | Tarmo Neemelo      | Nõmme Kalju     |

Źródło:

## Stadiony
| Flora Tallinn   |
| --------------- |
| A. Le Coq Arena |
|                 |

| Infonet Tallinn |
| --------------- |
| Sportland Arena |
|                 |

| Kalev Tallinn            |
| ------------------------ |
| Stadion Centralny Kalevi |
|                          |

| Jõhvi Lokomotiv     |
| ------------------- |
| Jõhvi linnastaadion |
|                     |

| Narva Trans               |
| ------------------------- |
| Narva Kreenholmi staadion |
|                           |

| Nõmme Kalju Levadia Tallinn |
| --------------------------- |
| Stadion Kadriorg            |
|                             |

| Paide Linnameeskond           |
| ----------------------------- |
| Stadion Paide Ühisgümnaasiumi |
|                               |

| Sillamäe Kalev         |
| ---------------------- |
| Stadion Sillamäe Kalev |
|                        |

| Tartu Tammeka  |
| -------------- |
| Tamme staadion |
|                |

Źródło: